# Constantin al II-lea al Scoției
Constantin al II-lea (n. secolul al IX-lea d.Hr., Scoția, Regatul Unit – d. 952 d.Hr., St Andrews, Scoția, Regatul Unit) a fost regele Scoției, țară cunoscută atunci sub denumirea de Alba. Regatul Alba, un nume care apare pentru prima dată în timpul vieții lui Constantin, a fost în nordul Marii Britanii. Nucleul regatului a fost format din ținuturile din jurul râului Tay. Limita sudului era râul Forth, spre nord se extindea Moray Firth și probabil Caithness, în timp ce limitele de vest sunt incerte. Bunicul lui Constantin a fost Kenneth I al Scoției, care a fost primul din familie înregistrat ca rege, însă că rege al Picților. Această schimbare de titlu, de la regele Picților la regele de Alba, face parte dintr-o transformare a granițelor din Picția și originile Regatului Alba sunt urmărite în întreaga viața a lui Constantin.
Domnia sa, la fel ca și a prodecesorilor săi, a fost dominată de acțiunile conducătorilor vikingi în Insulele Britanice, în special UI Ímair (nepotul de Imar sau Ivar). În timpul domniei lui Constantin, conducătorii regatelor de sud din Wessex și Mercia, mai târziu Regatul Angliei, și-au extins autoritatea spre nord, în regatele contestate de Northumbria. La început, el s-a aliat cu conducătorii de sud împotriva vikingilor, însă în timp, Constantin a intrat în conflict cu ei. Regele Athelstan a avut succes în a-l asigura pe Constantin în 927 si 934, dar cei doi s-au luptat atunci când Constantin, care se aliase cu britanicii din Strathclyde și cu regele vikingilor de la Dublin, a invadat regatul lui Athelstan în 937, doar pentru a fi învins în marea bătălie de la Brunanburh. În 943, Constantin a abdicat de la tron și s-a retras la Mănăstirea Sf. Andrei, unde a murit în 952. El a fost succedat de fiul prodecesorului său, Malcolm I.
Domnia lui Constantin a fost de 43 de ani. În timpul domniei sale, cuvântul scoțieni și Scoția sunt folosite prima dată pentru a înțelege partea din ceea ce este acum Scoția.